# 比嘉乗昌
比嘉 乗昌（ひが じょうしょう、生没年不詳）は、18世紀の琉球王国で活動した工芸家。首里の人。唐名は房 弘徳。
『球陽』によれば、1715年に琉球漆器特有の装飾法である堆錦を考案したとされる。また、1717年には祖慶清寄らとともに芭蕉紙を発明した。
琉球王府より、名護間切喜瀬の地頭職を与えられた。